# 424 Gratia
A 424 Gratia (ideiglenes jelöléssel 1896 DF) a Naprendszer kisbolygóövében található aszteroida. Auguste Charlois fedezte fel 1896. december 31-én.